# História do transporte ferroviário em Portugal

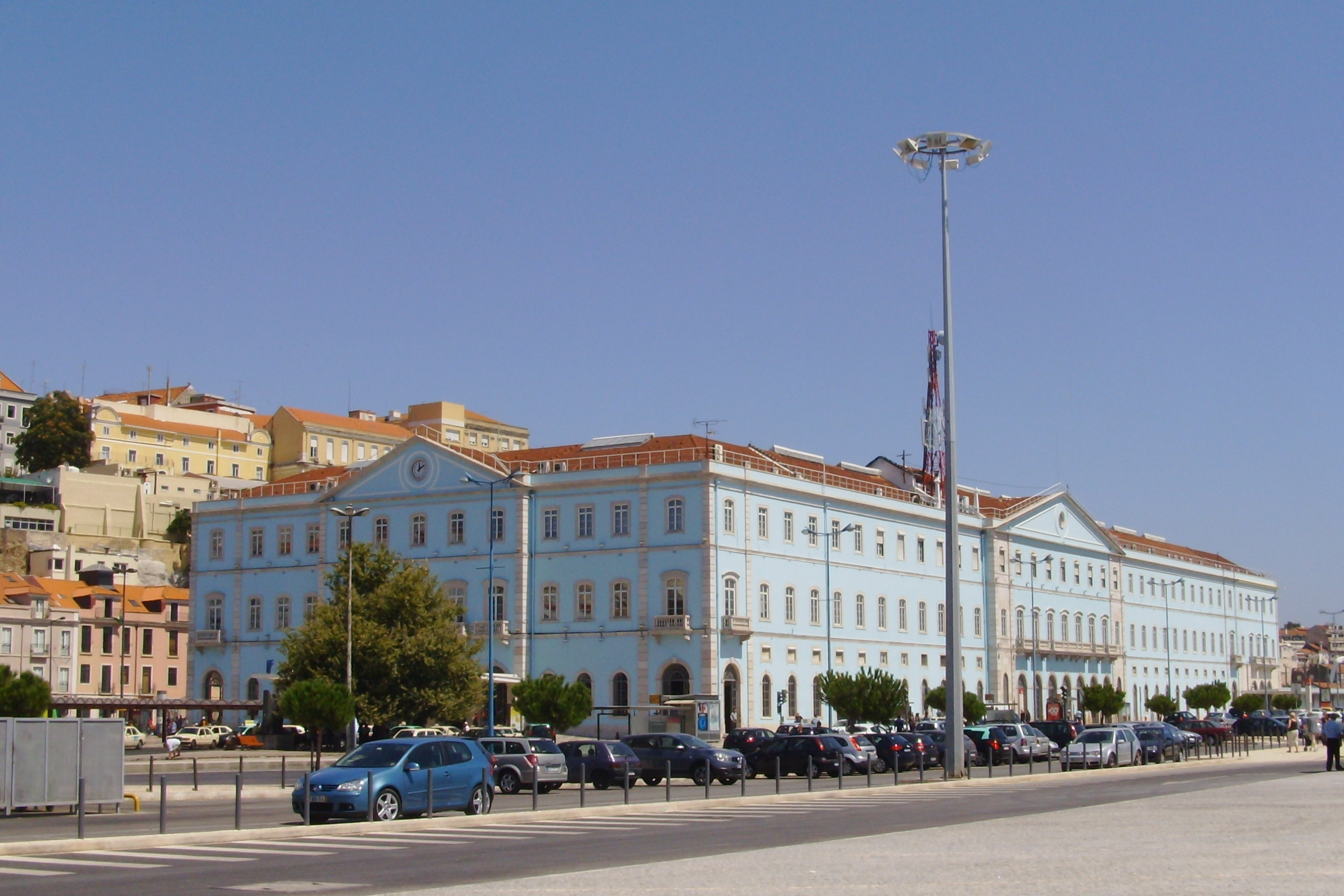
A Estação Ferroviária de Lisboa-Santa Apolónia, foi, até à abertura da Gare do Oriente, em 1998, a principal interface dos caminhos de ferro em Portugal.

A história dos caminhos de ferro em Portugal reveste-se de uma elevada importância para o conhecimento da evolução histórica deste país a partir de meados do século XIX. O desenvolvimento operado no país nos séculos XIX e XX fica a dever-se, no âmbito das vias de comunicação, maioritariamente ao meio ferroviário.
As primeiras tentativas para a implementação deste meio de transporte iniciaram-se da década de 1840, embora as obras da primeira ligação ferroviária só se tenham iniciado em 1853. O primeiro troço, entre Lisboa e o Carregado, entrou ao serviço em 1856, tendo a linha sido concluída com a chegada à fronteira espanhola, em 1863. Por seu turno, a Linha do Norte foi concluída com a chegada a Porto-Campanhã em 1877. As Linhas da Beira Alta e do Minho foram inauguradas em 1882, em 1887 a Linha do Douro, em 1890 o Ramal de Viseu, em 1891 a Linha do Oeste e em 1893 a Linha da Beira Baixa. A Sul, as cidades de Setúbal, Évora e Beja foram ligadas ao Barreiro, correspondentemente, em 1861, 1863, e 1864, tendo o caminho de ferro chegado a Faro em 1889 e a Vila Real de Santo António em 1906. Em 1904 foi inaugurada a Linha de Vendas Novas, que foi a primeira ligação entre a rede a Norte e Sul do Tejo. As primeiras décadas do século XX foram mais marcadas pela construção várias linhas complementares. Em 1906, Vila Real e Bragança ficaram ligadas à rede ferroviária através das Linhas do Corgo e do Tua, correspondentemente, e em 1920 foi concluída a Linha do Sado (atualmente integrada na Linha do Sul).
Os primeiros sinais de declínio surgiram com os efeitos económicos da Primeira Guerra Mundial, processo que se acentuou após a Segunda Guerra Mundial, quando o caminho de ferro foi progressivamente substituído pelos transportes rodoviário e aéreo. Como resultado desta decadência, as empresas ferroviárias começaram a sofrer de dificuldades económicas, levando à concentração de quase toda a rede numa só empresa, a Companhia dos Caminhos de Ferro Portugueses (CP), em 1947. Também durante este período começou-se a apostar na modernização, tanto do material circulante como das infraestruturas, como forma de combater este processo. Assim, nas décadas de 1950 e 1960 a CP comprou novo material circulante e foi electrificada a Linha do Norte e a Linha de Sintra, embora grande parte da rede tenha continuado obsoleta. No âmbito da Revolução de 25 de Abril de 1974, a CP foi nacionalizada em 1975. Em 1986 Portugal aderiu à Comunidade Económica Europeia, o que permitiu um aumento do investimento nos caminhos de ferro, embora os investimentos tenham continuado a privilegiar os principais eixos, relegando as linhas secundárias para a degradação e o encerramento. Entre 1986 e 1995 foram encerrados mais de 700 km de linhas (sobretudo em Trás-os-Montes e no Alentejo). Estes encerramentos fizeram com que Viseu e Bragança, capitais de distrito, ficassem sem transporte ferroviário. Nas décadas de 1990 e 2000 foram modernizadas várias linhas suburbanas de Lisboa e Porto, a Linha da Beira Alta e parte da Linha do Norte. Além disso, em 2003 foi concluído o Eixo Norte-Sul, ou seja, a ligação ferroviária entre Lisboa e a Linha do Sul, atravessando o rio Tejo na Ponte 25 de Abril. Em 2004 foi concluída a modernização e eletrificação da linha Porto–Braga, da Linha de Guimarães, da Linha do Douro entre Porto e Caíde e da Linha do Sul. Não obstante os vultosos investimentos verificados e alterações nos modelos de gestão, no sentido de adequar e modernizar as operações, especialmente no transporte de passageiros, a primeira década do século XXI foi marcada em Portugal por uma continuidade da decadência deste meio de transporte, acentuada pelos problemas financeiros e restrições orçamentais decorrentes da recessão económica mundial e pela crise da dívida pública da Zona Euro. Entre 2009 e 2010 várias linhas complementares foram encerradas, oficialmente para se proceder a obras de modernização. No entanto, os efeitos da crise financeira que Portugal estava a viver levaram à suspensão e cancelamento de quase todas essas obras e ao encerramento em 2011 e 2012 de mais linhas. No total, entre 2008 e 2012 foram encerrados mais de 300 km de linhas, quer a todo o tráfego, quer somente a tráfego de passageiros. Caso sui generis e controverso foi o da Linha do Tua, que foi parcialmente encerrada em 2008 para se construir uma barragem hidroelétrica.
Nos inícios da década de 1990, foram apresentados os primeiros projetos para construir uma rede de linhas de alta velocidade em Portugal. Inicialmente, o governo defendia uma rede em forma de T deitado mas em 2003 foi aprovado o chamado do projeto do Pi deitado. No entanto, o projeto da alta velocidade foi suspenso por tempo indeterminado em 2011.

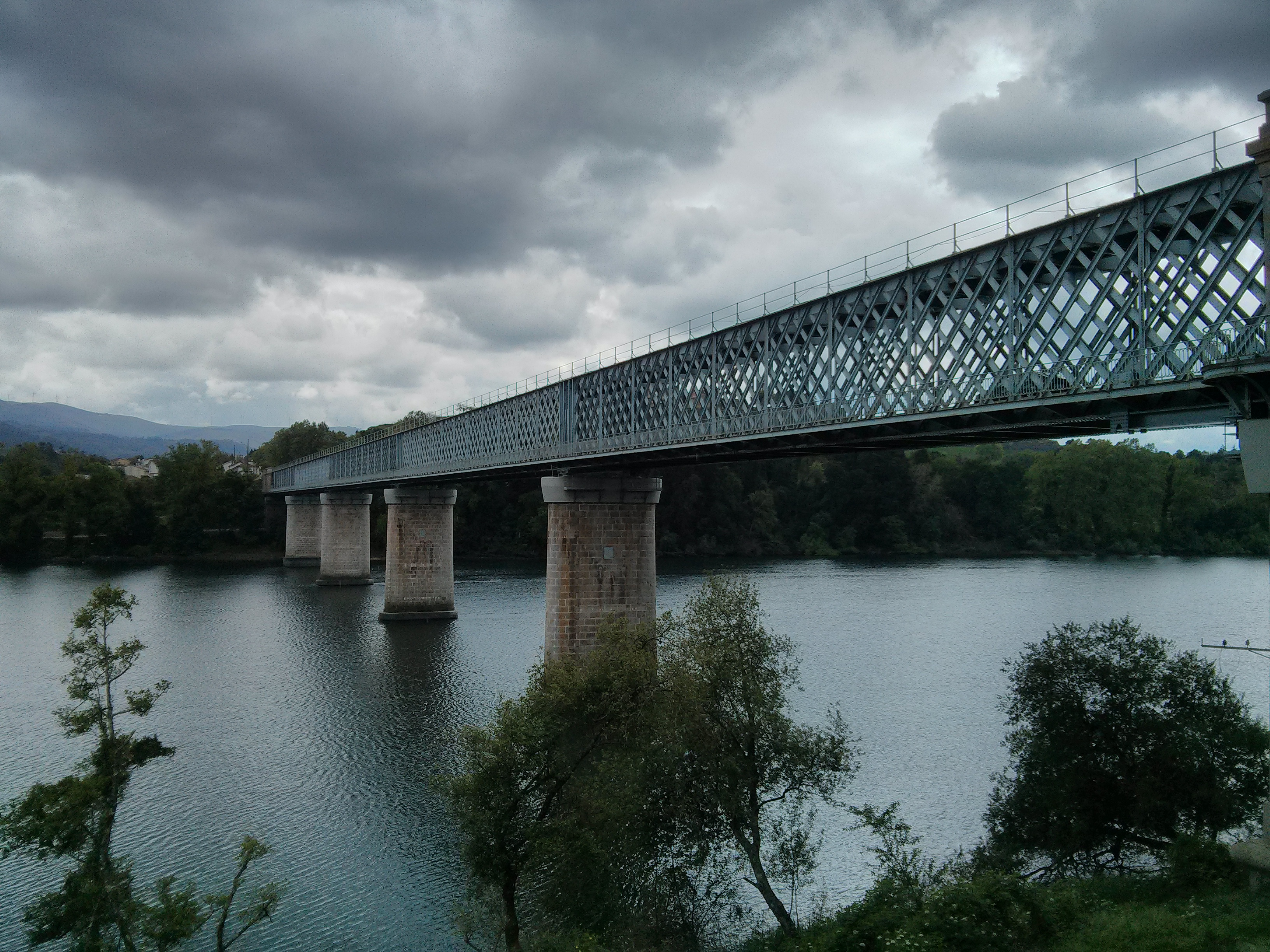
Ponte Rodo-Ferroviária de Valença, que liga a Linha do Minho à rede ferroviária da Galiza

## Análise
A rede ferroviária portuguesa foi construída sem seguir um plano a nível nacional, que fornecesse as orientações sobre os percursos das linhas férreas, e descrevesse as várias dificuldades técnicas que seriam encontradas. Além disso, a evolução do transporte ferroviário em Portugal ficou marcada por vários interesses políticos e económicos, a níveis regional e nacional, e pela elevada instabilidade política, o que provocava uma alteração constante nas regras e orientações, complicando a construção de novos caminhos de ferro. Desta forma, as várias linhas foram construídas de forma bastante desordenada, resultando numa rede com grandes deficiências, especialmente em termos de traçados, que não se souberam adaptar da melhor forma às condições geográficas. Com efeito, alguns dos traçados directos entre as grandes localidades ficaram mal planeados, e várias regiões do território nacional ficaram servidas de forma imperfeita. Além disso, a rede ficou condicionada pelas poucas pontes onde se podiam atravessar os Rios Tejo e Douro, e as ligações a Espanha foram criadas de forma desequilibrada, existindo, em meados do século XX, duas linhas internacionais a Norte do Rio Douro, mais três na região centro, e nenhuma no Sul, organização que resultou de uma preocupação excessiva com o tráfego internacional, cujo movimento se revelou muito inferior ao previsto, em detrimento das comunicações internas.

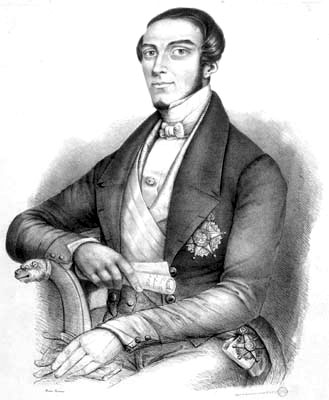
António Bernardo da Costa Cabral

## Primeiras iniciativas
Na primeira metade do século XIX, as vias de comunicação no interior do país eram muito deficientes, especialmente as estradas, sendo as modalidades mais utilizadas a navegação marítima e fluvial. As primeiras propostas para a instalação de um sistema ferroviário no país foram iniciadas durante o governo de Costa Cabral. Em Agosto de 1844, Benjamim de Oliveira propõe a construção, com capitais britânicos, de uma ligação ferroviária entre Lisboa e o Porto. No entanto, este projecto foi recusado porque à época se considerava que um caminho de ferro entre Lisboa e Alcácer do Sal seria mais útil e lucrativo.
Em Dezembro do mesmo ano, foi instituída por iniciativa de José Bernardo da Costa Cabral a Companhia das Obras Públicas, que tinha como principal finalidade a construção de uma ligação ferroviária entre Lisboa e Espanha e daí à rede ferroviária europeia, e edificar na capital portuguesa um grande porto para navios transatlânticos. Este empreendimento, impulsionado pelo infante D. Luís I, previa a afluência por via férrea de passageiros de toda a Europa até Lisboa, onde poderiam retomar a sua viagem até às Américas em navios. Em 19 de Abril de 1845, o governo português assinou um contrato com a Companhia das Obras Públicas com o objectivo de construir e melhorar as vias de comunicação no interior do país. Uma das cláusulas neste contrato previa a construção de uma via férrea entre Lisboa e a fronteira com Espanha. No entanto, este projeto foi sendo adiado por vários conflitos políticos. O interesse por este projecto só seria retomado em 1853, ano em que o empresário britânico Hardy Hislop apresenta uma proposta para uma ligação a Espanha através de Badajoz, passando pela localidade de Santarém.

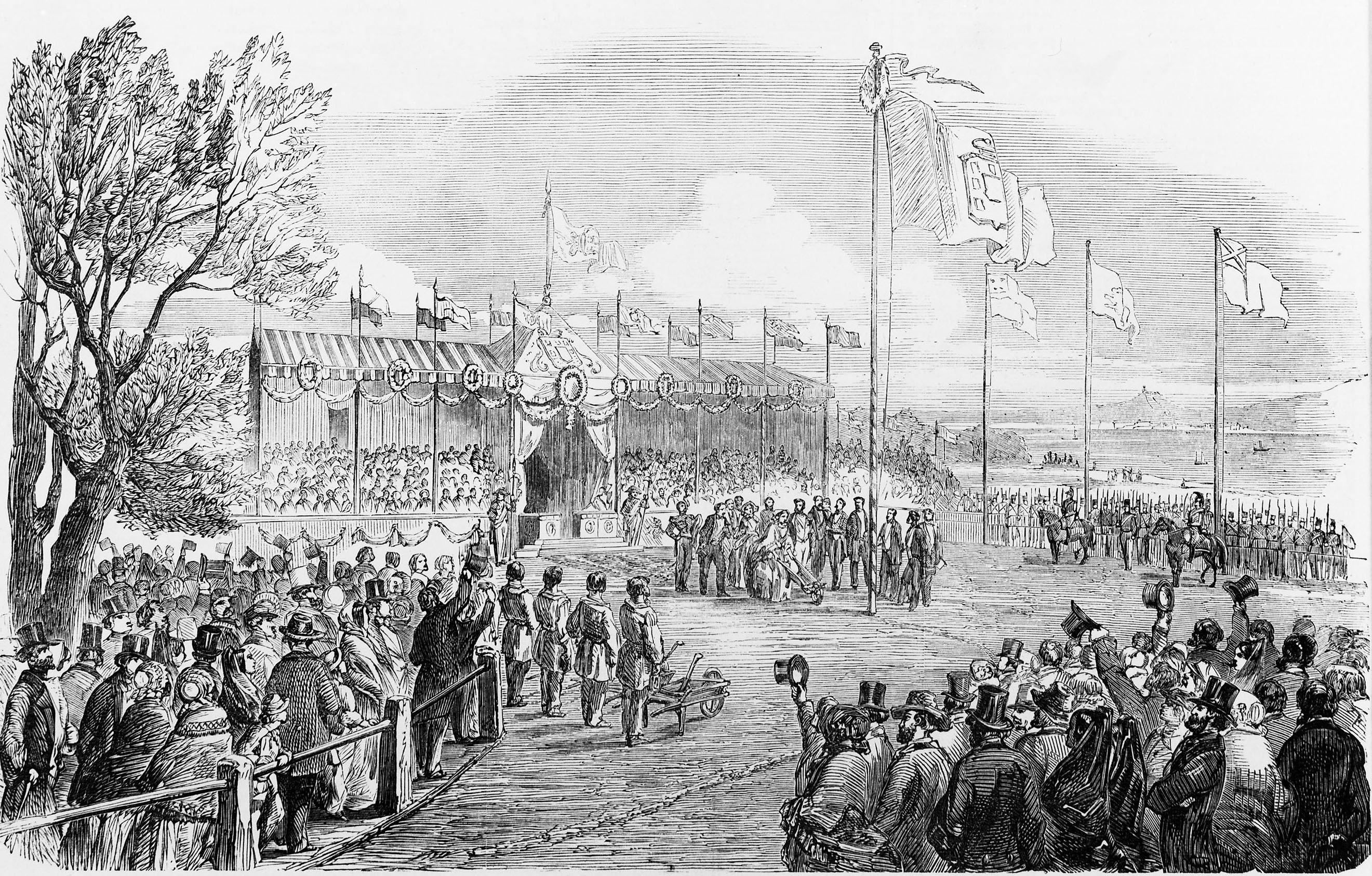
Cerimónia de inauguração das obras do Caminho de Ferro do Leste, em 7 de Maio de 1853

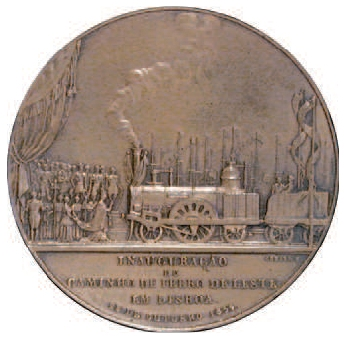
Medalha comemorativa da inauguração do caminho de ferro até ao Carregado, em 1856

## Primeira fase da construção (1850-1870)
Nas décadas de 1850 e 1860 deu-se início à construção de várias linhas fundamentais no centro e Sul de Portugal, assistindo-se a um surto inicial de construção que ganhou ritmo após meados da década de 1860. Desde o início que um dos principais objectivos do transporte ferroviário se firmava na construção de ligações até às regiões mais isoladas do país, de forma a facilitar o transporte de mercadorias; por exemplo, a Rota do Trigo foi estabelecida para escoar a produção cerealífera do Alentejo para a região metropolitana de Lisboa.
A implementação do caminho de ferro em Portugal foi muito incentivada pelo primeiro ministro das Obras Públicas, Comércio e Indústria, Fontes Pereira de Melo, tendo, com o seu sentido prático e empenho, logrado reunir os recursos financeiros e técnicos necessários para fazer arrancar um ambicioso programa de obras públicas, no qual se apostava fortemente no transporte ferroviário; outro apoiante desta modalidade foi o Rei D. Pedro V, que intervinha directamente nas obras e operações ferroviárias, tendo escrito um artigo sobre o traçado da Linha do Leste na Revista Militar. Em 18 de Julho de 1851, foi nomeada uma comissão para estudar a proposta do empresário britânico Hardy Hislop para um caminho de ferro entre Lisboa e Badajoz, e em 20 de Outubro desse ano foram foram elaboradas as bases de um concurso para a ligação ferroviária entre Lisboa e a fronteira, passando por Santarém, com base no relatório da comissão. Em 6 de Maio de 1852, foi organizado o concurso para a construção e exploração do troço entre Lisboa e Santarém, tendo a empreitada sido entregue, de forma provisória, à Companhia Central e Peninsular dos Caminhos de Ferro em Portugal, representada por Hardy Hislop No dia 30 de Agosto, foi instituído o Ministério das Obras Públicas, Comércio e Indústria, para impulsionar o desenvolvimento do país, incluindo os transportes, com destaque para os caminhos de ferro. Em 9 de Dezembro, Hardy Hislop apresentou ao governo o o plano para o troço entre Lisboa e Santarém, elaborado pelo engenheiro Rumball. Este documento foi aprovado em 3 de Fevereiro de 1853, com algumas alterações, principalmente no local onde iria ser construída a estação principal de Lisboa, que foi mudado do Intendente para o Cais dos Soldados. Porém, devido aos graves problemas estruturais e financeiros da empresa, esta foi incapaz de iniciar as obras, pelo que o governo organizou uma cerimónia simbólica para o arranque dos trabalhos em 7 de Maio, de forma a manter as aparências de que o processo de construção estava em curso. Em 10 de Maio foram aprovados os estatutos da Companhia Central, e no dia seguinte foi assinado o contrato definitivo para a linha de Lisboa à fronteira, cujas obras iniciaram-se em 17 de Setembro desse ano.
Em 1854, o Conselho Superior de Obras Públicas e Minas emitiu um parecer, onde defendia a construção de várias ligações ferroviárias, incluindo as futuras Linhas do Norte e Leste, com ramais até Salamanca, Régua, Évora por Estremoz, Alcácer do Sal e Mértola. Em 24 de Julho desse ano, foi assinado o contrato para a construção de uma linha entre o Barreiro e Vendas Novas, que seria parte de uma futura rede até Évora, Beja e Setúbal. Em 13 de Novembro, uma comissão portuguesa e outra espanhola reuniram-se em Elvas, para estudar o local na fronteira por onde iria passar a via férrea entre Lisboa e Madrid. Entretanto, uma Lei de 27 de Julho de 1855 autorizou o plano do Conde Claranges Lucotte para uma linha férrea desde Lisboa até Sintra, tendo esta primeira tentativa fracassado.
As obras nos primeiros troços da Linha do Leste depressa encontraram várias dificuldades, tendo chegado a estar paralisadas em 5 de Setembro de 1855, devido a conflitos entre os empreiteiros e a Companhia Central e Peninsular. Como resultado, no dia seguinte o governo tomou conta dos trabalhos. Em 15 de Dezembro, Fontes Pereira de Melo assinou um contrato com Shaw & Waring Brothers, que rescinde o contrato da empreitada com a Companhia Central Peninsular dos Caminhos de Ferro Portugueses. Também em Dezembro desse ano, foi publicado um importante relatório do engenheiro Wattier, sobre a construção dos caminhos de ferro em Portugal. Em 28 de Outubro de 1856, foi inaugurado o primeiro troço de via férrea em Portugal, unindo a cidade de Lisboa ao Carregado, evento que contou com a presença do rei D. Pedro V e do Cardeal-Patriarca de Lisboa, entre outras dignidades e figuras de estado. No ano seguinte, foi introduzida a telegrafia eléctrica, que se revelaria indispensável para o funcionamento dos caminhos de ferro. Apesar de em Espanha se utilizar a bitola ibérica, a influência dos engenheiros franceses e britânicos levou a que, inicialmente, se construíssem as linhas em bitola europeia, com uma largura de 1,44 m.; no entanto, face à necessidade de ligar com a rede ferroviária do país vizinho, decidiu-se adaptar as vias à bitola ibérica.
Posteriormente, o governo contratou o empresário espanhol José de Salamanca y Mayol, que fundou a Companhia Real dos Caminhos de Ferro Portugueses, para construir e gerir as Linhas do Norte e Leste. O Caminho de Ferro do Leste chegou até Santarém em 1 de Julho de 1861, a Abrantes em 7 de Novembro do ano seguinte, ao Crato em 6 de Março de 1863, Elvas em 4 de Julho desse ano, e à fronteira com Espanha em 24 de Setembro de 1863. Por seu turno, a Linha do Norte avançou em duas frentes, tendo atingido Estarreja em 8 de Julho de 1863, Taveiro em 10 de Abril de 1864, e Soure em 22 de Maio de 1864, tendo o lanço entre estas duas estações entrado ao serviço em 7 de Julho desse ano. Desta forma, a linha ficou totalmente concluída entre Lisboa e Vila Nova de Gaia, só restando construir uma ponte sobre o Rio Douro. Em 1 de Maio de 1865, foi oficialmente inaugurada a Estação Ferroviária de Santa Apolónia, então a principal na cidade de Lisboa.
Em 1861, a Companhia Nacional de Caminhos de Ferro ao Sul do Tejo inaugurou a linha desde o Barreiro até Vendas Novas, com um ramal para Setúbal. A linha chegou a Évora em 1863 e a Beja em 1864, tendo estes troços sido construídos pela Companhia do Sueste. Porém, em 1869 o governo rescindiu o contrato com esta empresa, nacionalizando as linhas e o material circulante.[carece de fontes?]

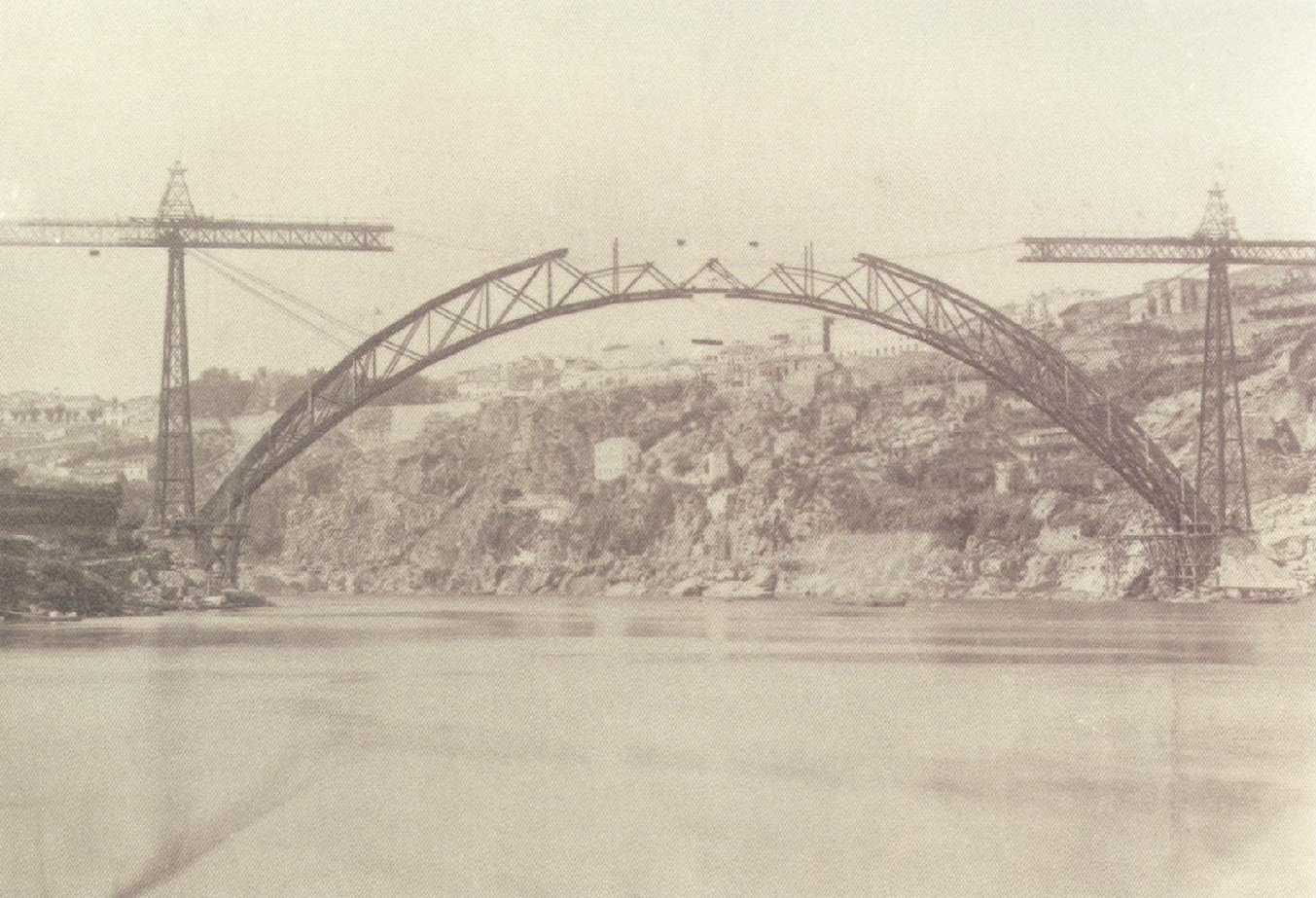
Ponte Maria Pia, durante as obras de construção

## Segunda fase da construção (1870-1880)
A segunda fase, entre as décadas de 1870 e 1880, assistiu a um aumento considerável no ritmo de construção, tendo sido concluídas as ligações fundamentais no Norte e Sul de Portugal, e o início da construção de algumas complementares. Assim, em 5 de Janeiro de 1875 iniciaram-se as obras na Ponte D. Maria Pia, e em 21 de Maio desse ano foi inaugurado o lanço entre Campanhã e Nine da Linha do Minho, em conjunto com o Ramal de Braga. Em 30 de Julho, entrou ao serviço o primeiro lanço da Linha do Douro, entre Ermesinde e Penafiel. Em 5 de Novembro de 1877 entrou ao serviço a Ponte D. Maria Pia e a via férrea até Campanhã, concluindo a Linha do Norte. Em 1878 iniciaram-se as obras no Ramal de Cáceres, que foi totalmente inaugurado em 6 de Junho de 1880.
Em 4 de Abril de 1880 entrou ao serviço o lanço da Linha do Douro entre Régua e Ferrão, e em 1 de Junho desse ano a via férrea alcançou o Pinhão. Em 1882 a Linha do Minho chegou até Valença, e nesse ano também foi totalmente inaugurada a Linha da Beira Alta, que originalmente ligava Vilar Formoso à Figueira da Foz, pela Pampilhosa. Em 12 de Outubro desse ano, foi assinado o contrato entre o governo e o Sindicato Portuense para a construção de duas linhas férreas, de forma a continuar as linhas do Douro e da Beira Alta, através do território espanhol, até Salamanca. Em 1 de Setembro de 1883 a Linha do Douro atingiu a foz do Rio Tua, e em 31 de Dezembro desse ano foi inaugurado o lanço entre Trofa e Vizela, na Linha de Guimarães. Em 1884 esta linha chegou a Guimarães.[carece de fontes?] Em 18 de Outubro de 1885 entrou ao serviço o Ramal de Coimbra, que unia a Estação Ferroviária de Coimbra-B à gare central daquela cidade, e nesse ano ocorreu uma inundação no Túnel 1, na Linha do Douro, que provocou a morte a 29 operários.[carece de fontes?] Em 25 de Março de 1886 foi inaugurada a ligação ferroviária entre o Minho e a Galiza, através da Ponte Internacional de Valença. Em 10 de Janeiro de 1887 foi inaugurada a Linha do Douro até ao Pocinho, que nessa altura era considerada a estação final da linha. Em 2 de Abril desse ano entrou ao serviço a Linha de Sintra, cujo terminal em Lisboa era originalmente a estação de Alcântara-Terra. Em 21 de Maio abriu à exploração o primeiro lanço da Linha do Oeste, do Cacém a Torres Vedras, e a linha chegou a Leiria em 1 de Agosto.[carece de fontes?] Em Novembro desse ano, começou a circular o Sud-Express, entre Calais, em França, e Lisboa, transitando por Madrid. Em 9 de Dezembro iniciaram-se os comboios do Porto a Salamanca, via Barca de Alva.[carece de fontes?] Em 20 de Maio de 1888 foi inaugurada a Linha de Cintura, ligando as linhas de Sintra e do Norte, embora a linha só tenha sido concluída com a entrada ao serviço das concordâncias de Braço de Prata e Campolide, em 5 de Setembro de 1891. Em 17 de Julho de 1888 foi concluída a Linha do Oeste com a chegada à Figueira da Foz.[carece de fontes?]
No dia 30 de Setembro de 1889, foi inaugurado o primeiro lanço da Linha de Cascais, até Pedrouços.
Na região Sul, a companhia dos Caminhos de Ferro do Estado, sucessora da Companhia dos Caminhos de Ferro do Sul e Sueste, leva a Linha de Évora até à estação provisória de Estremoz em 1873, e o Caminho de Ferro do Sul até Faro em 1889.
Nas duas últimas décadas do Século XIX, a quantidade de material circulante rebocado aumentou consideravelmente, tendo duplicado o número de carruagens e de vagões; em contraste, foram adquiridas apenas algumas locomotivas, mas que apresentavam uma potência superior às anteriores. Este tipo de investimento, cujo peso relativo cresceu constantemente desde a década de 1860, revelou-se como um das principais exemplos da injecção de capital na economia portuguesa. Durante esta fase, assistiu-se ao arranque dos transportes urbanos ligeiros sobre carris em Lisboa, tendo as primeiras linhas de carros americanos entrado ao serviço em 1873, entre Santa Apolónia e Santos. Foi igualmente nesse ano que abriu a primeira linha férrea até Sintra, como parte de um sistema ferroviário monocarril conhecido como Larmanjat, que durou poucos anos devido à sua reduzida fiabilidade. Só em 1887 é que foi construída a primeira linha de caminho de ferro pesado até Sintra.

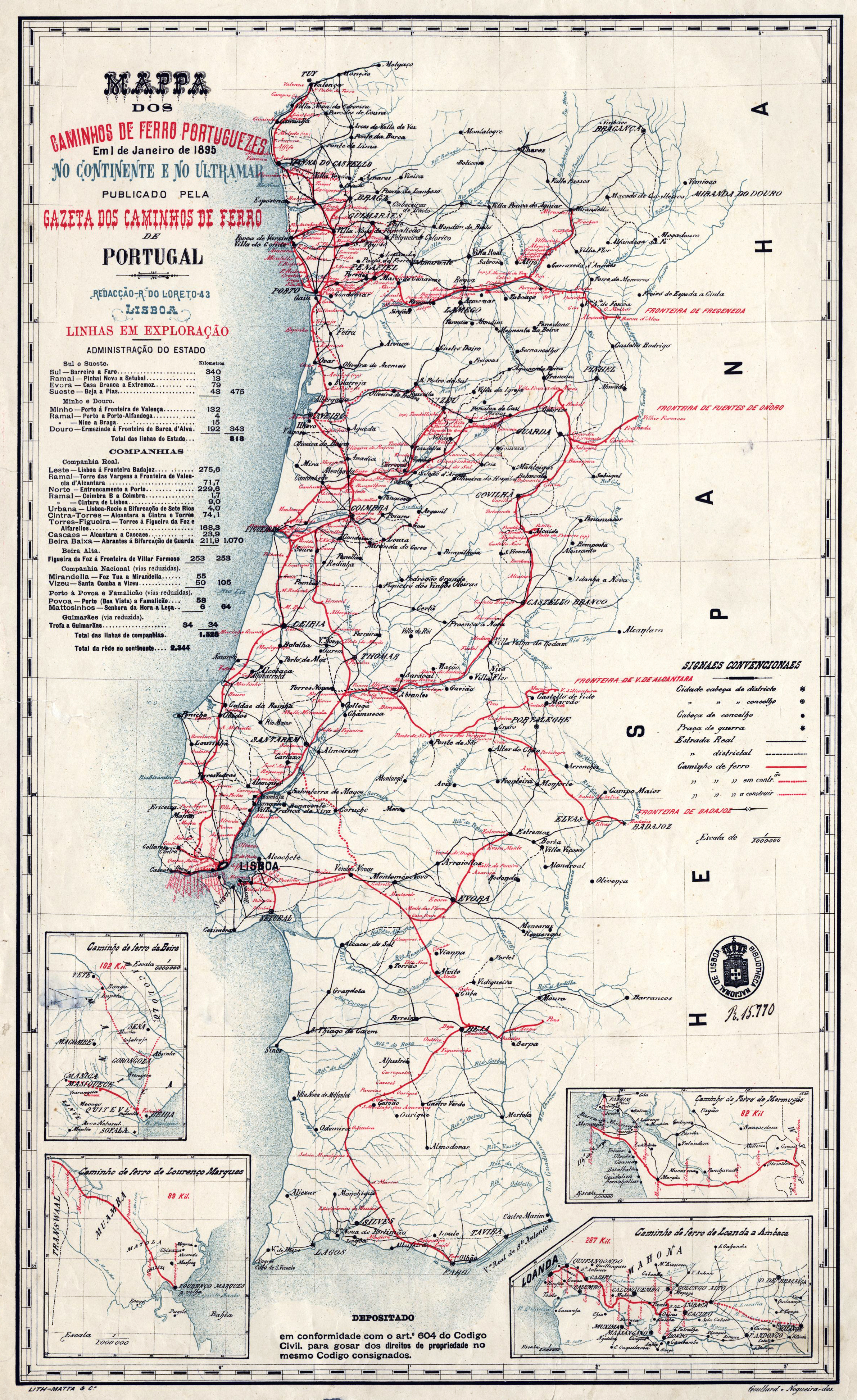
Mapa da rede de caminhos de ferro em Portugal em 1895

## Terceira fase da construção (1890-1914)
Na terceira fase, entre a década de 1890 e o deflagrar da Primeira Guerra Mundial, reduziu-se a cadência na construção de novas vias férreas, tendo-se assistido principalmente à conclusão de algumas linhas complementares. Em 1895, a rede no continente atingiu cerca de 2344 Km de extensão. Em 1890 foi inaugurada a Estação do Rossio, em Lisboa. Em 6 de Dezembro desse ano entrou ao serviço o lanço entre Alcântara-Mar e Pedrouços, na Linha de Cascais,[carece de fontes?] e foi inaugurado o Ramal de Viseu, que unia Santa Comba Dão a Viseu, em 1891 foi inaugurada a Linha do Oeste, e em 10 de Agosto de 1891 entrou ao serviço o tramo entre as estações de Alcântara-Terra e Alcântara-Mar, na Linha de Cascais.[carece de fontes?]
Em 16 de Março de 1891, foi duplicado o lanço entre entre Carregado e Azambuja, na Linha do Norte, tendo a segunda via chegado a Santana em 19 de Maio desse ano,[carece de fontes?] e ao Entroncamento em 8 de Abril de 1893. Em 6 de Setembro de 1891, abriu à exploração o lanço entre Abrantes e Covilhã, na Linha da Beira Baixa. Em 6 de Maio de 1893 foi inaugurado o Ramal de Leixões, e em 11 de Maio entrou ao serviço o tramo entre Covilhã e Guarda, concluindo a Linha da Beira Baixa.[carece de fontes?] Em 1893 entraram ao serviço o Ramal de Leixões e o lanço entre Covilhã e Guarda, completando a Linha da Beira Baixa.[carece de fontes?] Em 4 de Setembro de 1894 foi concluída a Linha de Cascais, com a abertura do lanço entre Cais do Sodré e Alcântara-Mar, e em 8 de Novembro de 1896 foi inaugurada a Estação Ferroviária de Porto-São Bento e o seu ramal até Campanhã. Em 10 de Outubro de 1899, entrou ao serviço o primeiro lanço do Ramal de Portimão, de Tunes a Algoz.[carece de fontes?]
Nos inícios do Século XX, existiam cerca de 2380 quilómetros de via em território nacional, sendo dois terços geridos por várias sociedades privadas, que possuíam todas as linhas estreitas e parte da rede de de via larga. O transporte ferroviário era considerado como o mais eficaz e económico nessa época, motivo pela qual a principal finalidade da política de transportes foi concluir o plano ferroviário, de forma a cobrir totalmente o país, ligando as regiões mais isoladas, e estimulando a economia.
Em 1902 foi concluído o Ramal de Moura, em 1903 a linha férrea chegou a Portimão, em 1904 foi inaugurada a Linha de Vendas Novas, e em 1905 foi o Ramal de Vila Viçosa.
O primeiro lanço da Linha do Corgo, entre a Régua e Estação Ferroviária de Vila Real, foi inaugurado em 12 de Maio de 1906, enquanto que o primeiro lanço do Ramal da Lousã, de Coimbra à Lousã, entrou ao serviço em 16 de Dezembro desse ano.[carece de fontes?] A Linha do Algarve também chegou a Vila Real de Santo António em 1906, e o Ramal de Mora foi concluído em 1908. Em 1907 abriu à exploração o primeiro lanço da Linha do Tâmega, entre Livração e Amarante.[carece de fontes?] Em 21 de Dezembro de 1908, foi inaugurado o lanço entre Espinho e Oliveira de Azeméis da Linha do Vouga, que chegou a Albergaria-a-Velha em 1 de Abril de 1909, e a Aveiro em 8 de Setembro de 1911. Em 1915, foi inaugurada a Linha do Vale do Sado.
Entretanto, a duplicação da Linha do Norte avançou a partir de Vila Nova de Gaia, tendo o lanço até Granja sido concluído em 19 de Maio de 1902, Espinho em 15 de Abril de 1905, Estarreja em 16 de Novembro de 1906, e Aveiro em 17 de Maio de 1907. Em 24 de Outubro de 1908 foi duplicado o lanço da Linha do Norte entre Alfarelos e Coimbra-B, em 13 de Maio de 1910 entre Albergaria dos Doze e Pombal, e em 14 de Outubro de 1911 do Pombal a Alfarelos. Em 11 de Dezembro de 1915 entrou ao serviço a segunda via entre Pampilhosa e Mealhada.
Em 16 de Dezembro de 1910, iniciou-se uma greve dos ferroviários, que alastrou a todo o país em 7 de Janeiro do ano seguinte. Em 3 de Maio de 1910, foi instituída a Guarda Nacional Republicana, sendo uma das responsabilidades desta organização o policiamento dos caminhos de ferro. Em Janeiro de 1914, foi realizada outra greve geral dos trabalhadores ferroviários, com cerca de 7900 grevistas, onde foram efectuados vários actos de sabotagem, como a destruição da placa giratória na Estação do Entroncamento. Em 1920, houve outra grande greve nos caminhos de ferro. Entretanto, em 1913 começou a circular o comboio internacional do Porto a Vigo.[carece de fontes?]
Com o início da Primeira Guerra Mundial, verificou-se um acréscimo no preço do carvão, que se reflectiu na redução da quantidade armazenada, e no aumento do uso de lenha nas locomotivas, o que resultou em maiores custos de manutenção. Este conflito também provocou um aumento generalizado nos preços, que as empresas combateram com sobretaxas e cortes nos custos, o que resultou em problemas sociais e greves por parte dos trabalhadores. Apesar da situação económica, verificou-se um aumento considerável no número de passageiros nos meios urbanos, especialmente na Linha de Sintra, tendo sido possível ainda fazer algumas obras de vulto, como a inauguração da Estação Ferroviária de Porto-São Bento, em 5 de Outubro de 1916.

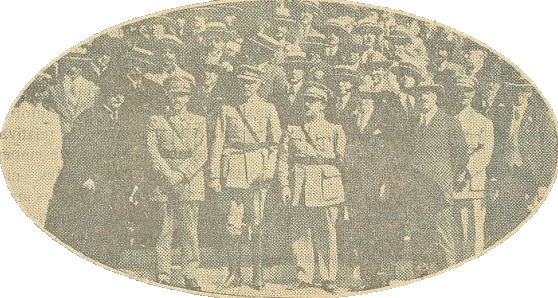
Inauguração da electrificação da Linha de Cascais, em 15 de Agosto de 1926

## Décadas de 1920 e 1930
A Primeira Grande Guerra deixou as operadoras ferroviárias portuguesas muito fragilizadas, tendo sido indispensável o apoio financeiro por parte do governo. A expansão do transporte rodoviário, principalmente a partir da década de 1930, retirou o monopólio ao caminho de ferro, e provocou uma profunda regressão nas receitas, inicialmente de passageiros, e depois das mercadorias. A Companhia reagiu com orçamentos restritivos, reduzindo as despesas, despedindo pessoal, cortando nos horários, e eliminando a renovação das vias férreas, o que provocou um aumento nas despesas de manutenção. Começaram igualmente a ser estudados novos métodos e soluções, como a introdução de automotoras e locomotivas a gasóleo.
Em 9 de Novembro de 1921, um atentado terrorista provocou o descarrilamento de uma composição na Linha do Alentejo, fazendo nove mortos e cerca de 90 feridos. Em 30 de Julho de 1922, o caminho de ferro chegou a Lagos. Entretanto, prosseguiu a duplicação da Linha do Norte, com a inauguração da segunda via entre entre Coimbra-B e a Pampilhosa em 30 de Abril de 1925, Entroncamento a Paialvo em 15 de Junho de 1927, desde último ponto até Chão de Maçãs em 5 de Julho desse ano, e de Mogofores a Oliveira do Bairro em 14 de Maio de 1929. Em 11 de Maio de 1927, as linhas de via larga da companhia dos Caminhos de Ferro do Estado foram entregues à gestão das Companhia dos Caminhos de Ferro Portugueses. Em 9 de Abril de 1927 foi inaugurado o primeiro lanço da Linha de Sines, entre Ermidas-Sado e São Bartolomeu da Serra, enquanto que o lanço seguinte da linha, até ao quilómetro 156,4, entrou ao serviço em 1 de Julho de 1929. Em 1926, foi inaugurada a tracção eléctrica na Linha de Cascais, começando a circular as primeiras locomotivas eléctricas em Portugal. Em 18 de Agosto de 1928, foi inaugurado o novo edifício da Estação Ferroviária do Cais do Sodré, e em 24 de Setembro desse ano entrou ao serviço o Ramal de Tomar. Em 28 de Setembro, ocorreu um grande incêndio na remise da Boavista, da Companhia Carris de Ferro do Porto, destruindo ou danificando vários eléctricos.
No princípio da década de 1930, a rede atingiu os 3424 quilómetros de extensão. Em 20 de Maio de 1930, foi duplicada a via no lanço entre Aveiro e Oliveira do Bairro, na Linha do Norte, e em 15 de agosto de 1932 no lanço entre Lavradio e o Pinhal Novo, na Linha do Alentejo. Em 11 de Janeiro de 1932, ocorreu o descarrilamento de uma das composições do Comboio do Monte, na Ilha da Madeira, provocando a morte do maquinista e ferimentos nos funcionários. Em 28 de Maio desse ano, foi inaugurado o novo edifício da Estação Ferroviária de Lisboa-Terreiro do Paço, com projecto do arquitecto Cottinelli Telmo. Em 1936, foi concluída a Linha de Sines com a entrada em serviço do lanço entre Santiago do Cacém e Sines.[carece de fontes?]

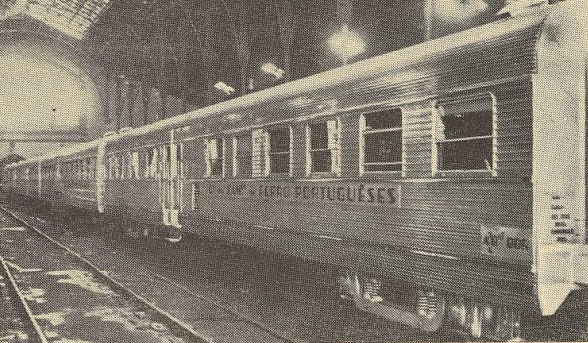
Exposição das novas carruagens Budd da CP, na Estação do Rossio, em Julho de 1940.

### Segunda Guerra Mundial
A Segunda Guerra Mundial veio degradar consideravelmente a situação dos caminhos de ferro em Portugal, uma vez que provocou uma forte escassez de combustíveis líquidos e sólidos, especialmente após a entrada dos Estados Unidos da América na guerra. Com a queda nas importações de carvão, deixou-se de se poder assegurar os serviços ferroviários, pelo que a Companhia dos Caminhos de Ferro Portugueses começou a experimentar, entre 1941 e 1942, a adaptação das fornalhas das locomotivas da óleos combustíveis. As experiências foram bem sucedidas, mas a Companhia não quis inicialmente expandir o uso deste sistema, uma vez que também se começaram a fazer sentir problemas na aquisição daqueles combustíveis. Assim, começou a utilizar carvões nacionais nas locomotivas, que eram de pior qualidade, e lenhas, o que gerou problemas ambientais, devido à quantidade de lenha necessária, e provocava irregularidade nas marchas. Para resolver este problema, foi feito um acordo com o Ministério da Economia, que garantiu um fornecimento estável de óleo combustível à Companhia, pelo que esta foi avante com a adaptação da sua frota, o que permitiu uma maior regularização da circulação ferroviária. Outra questão que se verificou nesta altura foi o facto de grande parte do parque de material motor ser já de avançada idade, o que resultava em problemas na tracção de comboios de passageiros e mercadorias; com efeito, em 1943 existiam quatrocentas e seis locomotivas em funcionamento, das quais 41% apresentavam cinquenta ou mais anos de idade, 29,5% tinham trinta a cinquenta anos, e as restantes tinham vinte anos ou menos. Para renovar a frota, foram feitas várias negociações no estrangeiro, que culminaram com a compra de 22 locomotivas a vapor da American Locomotive Company, que utilizavam óleo combustível.

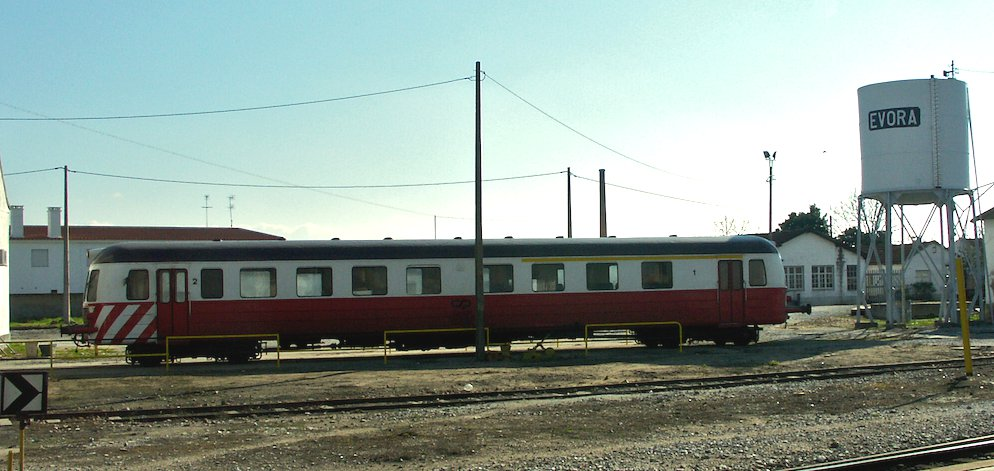
Automotora da NOHAB Série 0100, de origem Sueca, na Estação Ferroviária de Évora em 2004

### Concentração da exploração
Após o fim da Segunda Guerra Mundial e a normalização do comércio internacional, entre 1946 e 1947, o crescimento massivo do parque automóvel, e a introdução das linhas aéreas tiveram efeitos nefastos para o transporte ferroviário em todo o mundo. Para responder a esta ameaça, aproveitou-se a reconstrução da rede ferroviária na Europa atingida pela Guerra para a requalificar e modernizar, com novos traçados, material circulante, e infra-estruturas, como estações, pontes e vias. Em contraste, em Portugal, as infra-estruturas não foram reconstruídas, uma vez que não tinham sido atingidas pela Guerra, mas estavam obsoletas, situação que se agravou devido ao isolamento geográfico, principalmente durante a Guerra Civil Espanhola. Por outro lado, o governo iniciou uma política de concentração na rede rodoviária, colocando o caminho de ferro em segundo lugar, filosofia encabeçada pelo ministro das Obras Públicas, Duarte Pacheco, que afirmava que este meio de transporte não possuía qualquer futuro. Desta forma, acentuou-se a crise no transporte ferroviário em Portugal, e começou-se a planear a concentração de todas as operadoras numa só empresa, que seria responsável por toda a rede em território nacional. O primeiro passo foi dado ainda em Setembro de 1945, com a publicação da Lei n.º 2008, que autorizou o governo a estabelecer um plano de substituição de todas as concessões ferroviárias por uma só. Estas teorias foram codificadas por um relatório do professor Vicente Ferreira, onde propôs a formação da Rede Unificada Portuguesa, um aglomerado onde seria integrada a gestão de todas as linhas ferroviárias. A exploração única da rede iniciou-se em 1 de Janeiro de 1947, com a Companhia dos Caminhos de Ferro Portugueses como única gestora nacional, tendo a única exploração continuado independente sido a da Linha de Cascais, porque tinha sido contratada, à Sociedade Estoril em 1926, por um período de cinquenta anos. Este processo foi confirmado oficialmente pela assinatura do Contrato de Concessão Única em 1951, entre o Governo Português e a Companhia dos Caminhos de Ferro, documento que introduziu novas bases para a exploração da rede ferroviária, e que incluía uma cláusula que ordenava a elaboração imediata de um plano de recuperação e modernização dos caminhos de ferro. No entanto, este empreendimento nunca chegou a avançar devido aos elevados montantes necessários, pelo que em vez disso decidiu-se continuar um regime de prestações suaves à Companhia, como tinha sido praticado até então. Por outro lado, também se começaram a realizar várias operações concertadas entre o Estado e a Companhia, como a aquisição, entre 1946 e 1949, de vagões, locomotivas e locotractoras americanas, e de automotoras originárias da Suécia.

### Modernização da rede ferroviária

O comboio "Foguete", inaugurado em 1953, fazia a ligação Porto-Lisboa em apenas cinco horas

A partir da década de 1950, a visão do transporte ferroviário alterou-se, deixando de ser um meio de transporte universal, que transportava tudo para qualquer sítio, para passar a ser uma forma de assegurar a deslocação de certos bens e passageiros, para destinos específicos. Ao mesmo tempo, a natureza dos passageiros e da carga transportada sofreu uma profunda transformação, com um acréscimo nos passageiros de longa distância, e uma aumento na tonelagem das mercadorias, para destinatários específicos. Para mitigar a estagnação do caminho de ferro, foi apresentado o I Plano de Fomento, que previa o investimento de 100 milhões de escudos por ano entre 1953 e 1958, e ao abrigo do qual foram realizados os projectos de electrificação da Linha de Sintra e de parte da Linha do Norte. Um valor semelhante foi utilizado no II Plano de Fomento, levado a cabo entre 1959 e 1964, e que cresceu para 300 milhões no Plano Intercalar, entre 1965 e 1976. Além disso, também recebeu fundos do Plano Marshall, com o qual adquiriu algumas locomotivas e outro material circulante. Com estes apoios financeiros, a Companhia pôde modernizar-se, tendo substituído as suas carruagens de madeira por metálicas, mais seguras.
Não obstante estes investimentos, nos finais da década de 1960 continuaram a existir problemas em grande parte da rede ferroviária, especialmente em termos de idade e qualidade de infra-estruturas, o que fazia com que, em certas linhas, ainda existissem pontes com grandes restrições de peso, que não possibilitavam a passagem das novas locomotivas utilizadas; além disso, nalguns troços, o estado da via não permitia velocidades superiores a 40 quilómetros por hora. Faltavam, igualmente, instalações oficinais e de apoio, e muitas estações não dispunham de vias suficientes para resguardo e manobras. Assim, o terceiro Plano de Fomento, activo entre 1968 e 1973, e que envolveu cerca 900 milhões, debruçou-se mais para a manutenção das infra-estruturas, tendo sido organizados programas plurianuais de renovação de cerca de 2000 quilómetros de via, que, apesar de onerosas e lentas, de forma a não prejudicarem a exploração, eram absolutamente necessárias. Assim, verificou-se uma renovação nas vias, tendo todo o armamento da via sido reforçado, e as camadas de balastro alteradas, ganhando volume e altura, passando a ser feitas com melhores materiais e granulometria; as travessas, até aí feitas predominantemente em pinho nacional, foram substituídas por travessas de betão em bi-bloco, ou em betão pré-esforçado. Os carris ganharam peso unitário, passando de 40 Kg/m para 54 e 60, e começaram a ser soldados em plena via, fora das estações. Também passaram a ser utilizados novos métodos de conservação e manutenção de via, com apoio de automatismos, e um maior rigor na detecção e correcção de erros no traçado, quer na planta, quer no alçado.
Em termos de material circulante, foram modificados os vagões, que se puderam, assim, adaptar aos novos padrões para o transporte de mercadorias, tendo, o peso por eixo começado a subir a partir da década de 1960, primeiro para 20 T e depois para 22 T. Também foram introduzidos novos vagões específicos para contentores, cuja uso se encontrava em expansão. O parque de material motor começou igualmente a ser substituído, especialmente nos inícios da década de 1970, tendo sido um dos precursores na Europa na utilização de corrente alterna na catenária, a 25000 volts e 50 Hz. Em termos de material circulante, destaca-se principalmente a compra de automotoras italianas, para realizar os serviços rápidos Foguete, que se iniciaram em 1953. Ainda nessa Década, foi constituído o Gabinete de Estudos e Planeamento de Transportes Terrestres, um organismo do Ministério das Comunicações que tinha sido criado para auxiliar na elaboração dos estudos portugueses na Conferência Europeia dos Ministros de Transportes, mas que depressa se afirmou como um excelente pólo de divulgação dos estudos económicos dos transportes, e que defendia que o caminho de ferro, ao contrário das ideias correntes, ainda era um transporte com potencialidades em Portugal, se fosse melhor organizado. Embora o Gabinete tenha sido extinto pouco tempo depois, já tinha dado um enorme impulso à modernização do transporte ferroviário em Portugal, tendo formado os quadros necessários para uma nova geração de gestores da Companhia dos Caminhos de Ferro Portugueses, elaborado os primeiros estudos para os nós ferroviários de Lisboa e Porto e a travessia do Rio Tejo, e começado a preparar os empreendimentos a serem integrados no Quarto Programa de Fomento, no âmbito da Primavera Marcelista. Previa-se nessa altura que as intervenções no caminho de ferro, totalizando cerca de 20 mil milhões de escudos, iriam principiar em meados de 1974. Em 20 de Março de 1964 foi inaugurada a tracção eléctrica no lanço da Linha do Norte entre Coimbra e Pampilhosa, tendo a linha sido totalmente electrificada em 3 de Novembro de 1966.[carece de fontes?]
Em 31 de Março de 1952, deu-se a Tragédia da Gibalta, quando um comboio da Linha de Cascais foi atingido por um desabamento de terras, provocado 52 mortos e cerca de quarenta feridos. Em 13 de Setembro de 1954 ocorreu outro descarrilamento, desta vez envolvendo o comboio Rápido do Algarve, que causou 34 mortos. Em 28 de Maio de 1963, as coberturas de betão das plataformas da Estação do Cais do Sodré abateram, fazendo 49 mortos e 69 feridos. Em Julho de 1964 deu-se um novo descarrilamento, desta vez na Linha do Porto à Póvoa e Famalicão, resultando em noventa mortos.

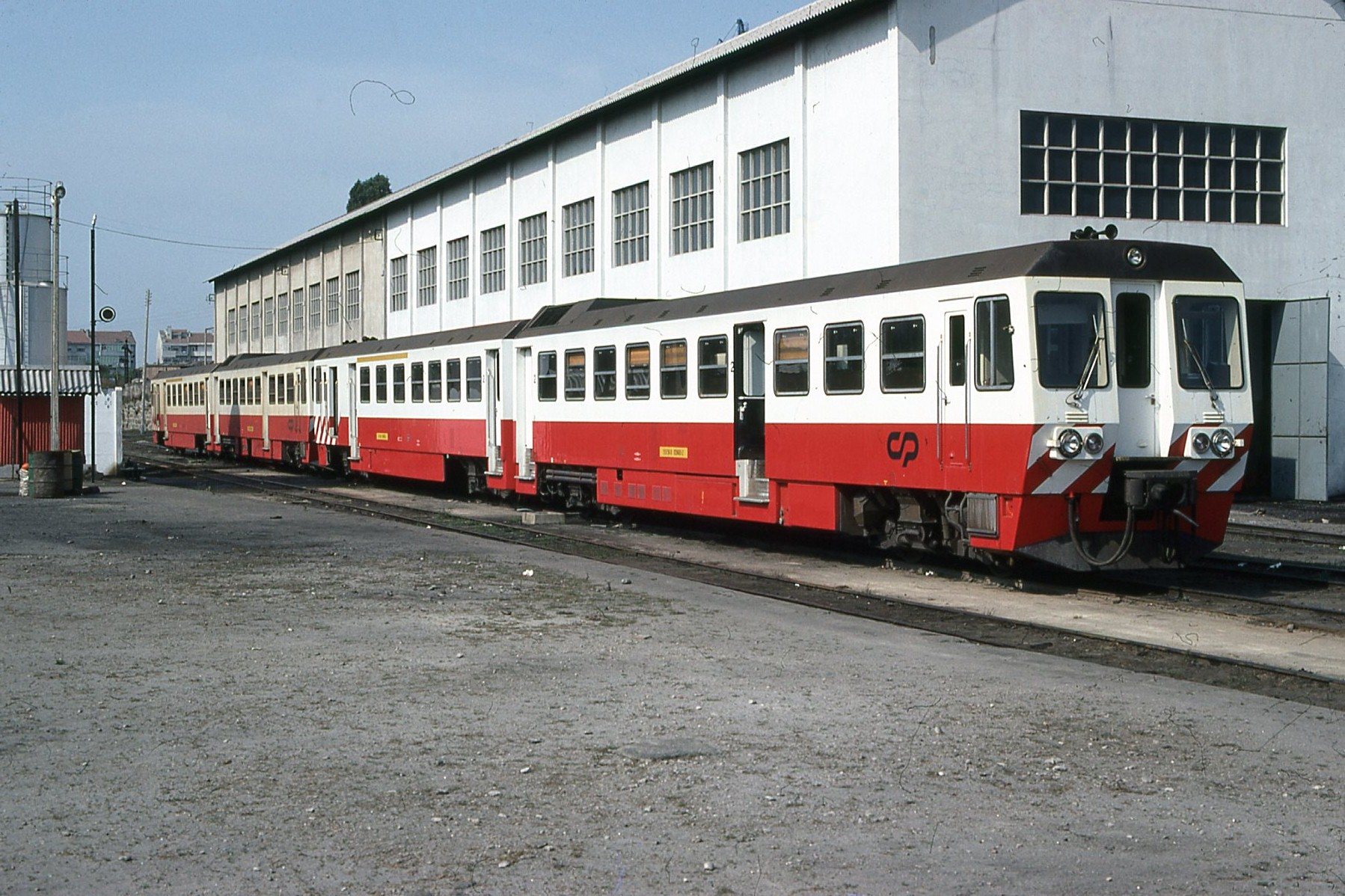
Automotoras da Série 9600 no depósito de Boavista, em 1977

### A Revolução dos Cravos e nacionalização
Na sequência da revolução de 25 de Abril de 1974, várias circunstâncias vieram fragilizar a já instável situação económica da Companhia. A empresa foi alvo de inspecções que verificaram a existência de graves problemas laborais, até então escondidos pela própria organização. A sua resolução implicou o aumento das despesas com pessoal, que não puderam ser compensadas com ajustes nas tarifas. A recessão económica de 1973-75, exacerbada pelas crises petrolíferas de 1973 e 1979, reduziu substancialmente o tráfego ferroviário. A Companhia foi nacionalizada em 1975, mas este processo teve poucos efeitos reais, uma vez que a empresa já antes se encontrava virtualmente sobre o controlo do estado. Em 31 de Dezembro de 1976, a Sociedade Estoril foi extinta, tendo a exploração da Linha de Cascais regressado à Companhia dos Caminhos de Ferro Portugueses.[carece de fontes?]
Muitos dos fundos destinados ao caminho de ferro foram desviados para a resolução de vários problemas sociais, de educação, saneamento básico e de higiene, ocultados pelo regime do Estado Novo, que necessitavam de ser urgentemente solucionados. Desta forma, o governo suspendeu o Quarto Plano de Fomento e passou a fornecer à Companhia apenas alguns fundos de subsistência, com os quais se podiam realizar algumas acções moderadas de manutenção de via, a construção de acessos ao Complexo Industrial de Sines, e continuar com o programa de substituição da tracção a vapor, que se tinha iniciado cerca de trinta anos antes. Mesmo assim, verificaram-se alguns esforços de progresso no seio da Companhia, como a entrada de novos gestores, que iniciaram reformas na organização e celebraram vários importantes contratos de transporte de mercadorias.

### Da década de 1980 até ao final do Século XX

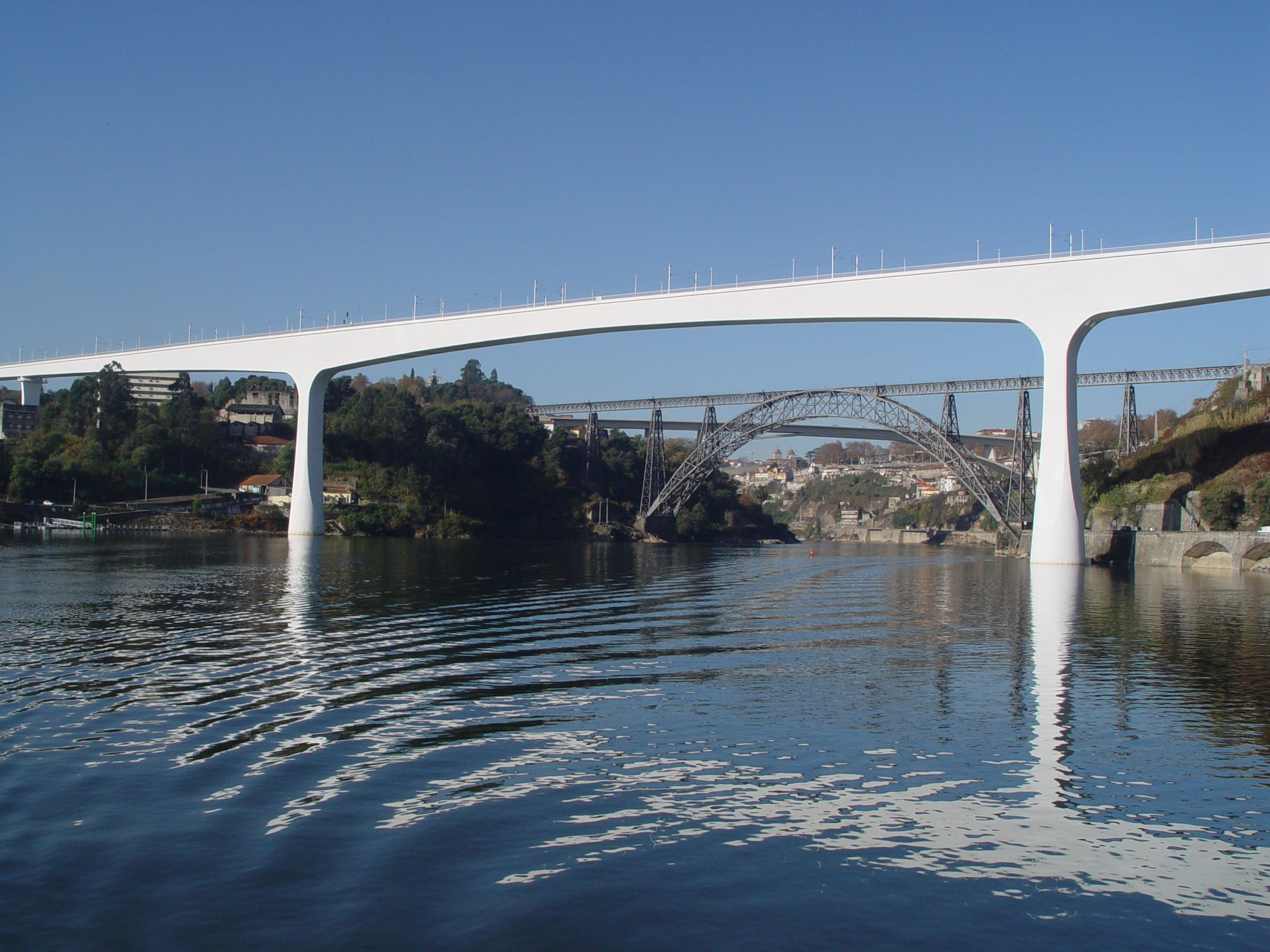
Ponte de São João, junto à cidade do Porto

O investimento no transporte ferroviário só voltou a crescer significativamente a partir de 1986, na sequência da entrada do país na União Europeia, tendo atingido um novo auge na década de 1990, com a ampliação e modernização das principais estações, dentro e fora das zonas metropolitanas de Lisboa e do Porto, electrificação de várias linhas importantes, como a da Cintura e Braga, e da resolução de grandes estrangulamentos de tráfego, através da quadruplicação de parte da Linha do Norte, e do Rio Douro, pela Ponte de São João, em 1992. Também foram corrigidos os traçados em planta de vários troços, o que permitiu o aumento da velocidade, e renovados cerca de 1000 quilómetros de via. Porém, como parte do processo de reestruturação, foram encerrados cerca de 700 Km de via férrea, principalmente nas regiões de Trás-os-Montes e o Alentejo.[carece de fontes?] Em 10 de Novembro de 1992, entrou ao serviço um equipamento de segurança ferroviário, o Controlo Automático de Velocidade, nas linhas da Cintura de Lisboa e de Sintra, e que foi introduzido no lanço da Linha do Norte entre Santa Apolónia e o Entroncamento no ano seguinte.[carece de fontes?] Uma das principais obras deste programa de modernização foi a Ponte de São João, no Porto, que entrou ao serviço em 1991, substituindo a obsoleta Ponte D. Maria Pia.[carece de fontes?] Após este esforço de modernização, o transporte ferroviário pôde continuar a assegurar o seu papel, insubstituível, entre os sistemas de transportes em Portugal. Em 1993, o recorde de velocidade ferroviária em Portugal foi atingido no troço entre Espinho e Avanca. Em 11 de Setembro de 1985, ocorreu na Linha da Beira Alta o pior desastre ferroviário registado em território nacional, quando dois comboios colidiram em Alcafache, no concelho de Mangualde, provocando cerca de 150 mortos e 170 feridos. No ano seguinte, houve outra colisão de comboios, desta vez na Linha do Norte, gerando catorze mortos e dezoito feridos.[carece de fontes?] Em 1995, entrou ao serviço o primeiro lanço duplicado na Linha do Douro, entre Ermesinde e Valongo, e também iniciaram-se as obras para a quadruplicação da Linha do Norte, entre Lisboa e a Azambuja.[carece de fontes?] Em 1996, foi electrificado o lanço da Linha da Beira Alta entre Mangualde e Vilar Formoso.[carece de fontes?]
Em 1997, iniciou-se um processo de profunda reorganização do transporte ferroviário em Portugal, com a criação da Rede Ferroviária Nacional para gerir as infra-estruturas ferroviárias pesadas, retirando esta função à operadora Caminhos de Ferro Portugueses. Por seu turno, a CP adoptou uma política mais centrada na qualidade do serviço, principalmente na aposta em novo material circulante, nomeadamente a inauguração dos comboios Alfa Pendular na Linha do Norte, em 1999. A Rede Ferroviária Nacional continuou o programa de desenvolvimento iniciado na década de 1980, completando obras importantes como a travessia do Rio Tejo pela Ponte 25 de Abril, em 1999. Em 1998, foi criada a empresa ferroviária Fertagus, para operar os serviços entre Lisboa e a Margem Sul do Tejo, utilizando o tabuleiro inferior da Ponte 25 de Abril. A circulação ferroviária pela ponte iniciou-se em 29 de Julho de 1999.[carece de fontes?] Também em 1998, foi inaugurada a estação da Gare do Oriente, junto à área da exposição universal, em Lisboa, e foi reiniciada a circulação no lanço da Linha de Guimarães entre Lousado e Santo Tirso, após a modernização da via férrea e a sua reconversão para bitola larga.[carece de fontes?] Em 1999, foram terminadas as obras de quadruplicação do lanço entre Benfica e Amadora, na Linha de Sintra.[carece de fontes?]

## Século XXI

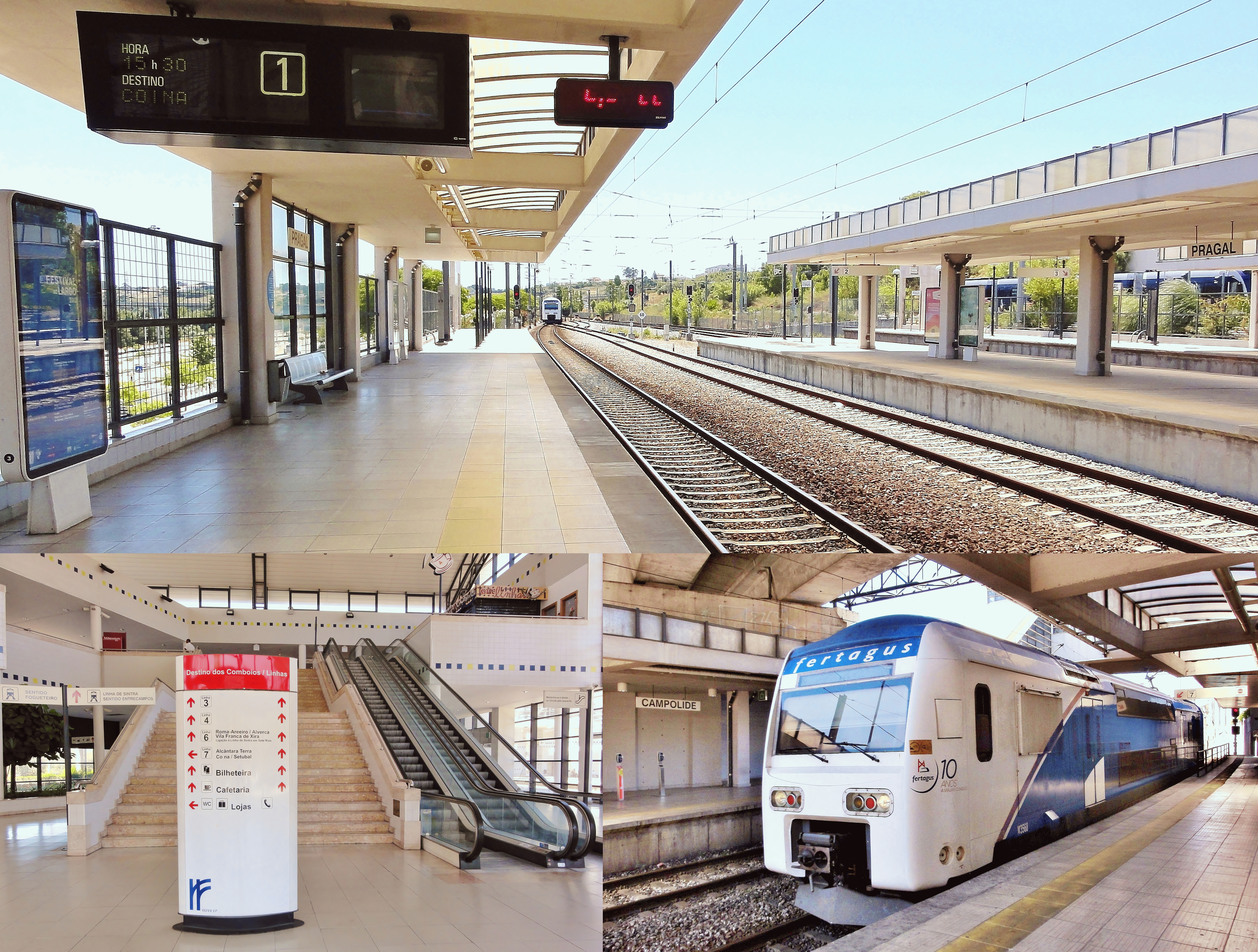
Comboio da ferroviária Fertagus, para travessia sobre o Rio Tejo em Lisboa, pela Ponte 25 de Abril

Entre 1988 e 2009, Portugal perdeu 43% dos passageiros de comboio. Se em 1988 foram realizadas 231 milhões de viagens de comboio, em 2009 esse número tinha-se reduzido para 131 milhões. O número de passageiros por quilómetro percorrido também baixou, passando de 6 milhões em 1988 para 3,7 milhões em 2009. Se em 1989 um português fazia em média 22 viagens de comboio por ano, em 2009 só fazia 10. Entre 1990 e 2008 a quota de mercado do transporte ferroviário caiu 66%. Entre as causas para a perda de passageiros em Portugal está o encerramento excessivo de linhas complementares, que alimentavam as linhas principais, a falta de investimento no setor ferroviário e o investimento excessivo na construção de estradas e autoestradas. Neste contexto, é de notar que entre 1992 e 2008, por cada euro investido na ferrovia em Portugal, foram investidos 3,3 euros na rodovia. Portugal foi o único país da Europa Ocidental que perdeu passageiros no período em análise: no mesmo período o número de passageiros aumentou cerca de 30% na França, 53% no Reino Unido e 57% na Irlanda. A aposta nos comboios de alta velocidade foi uma das razões para o crescimento de 83% na Alemanha e 157% na Espanha.
Em 14 de Novembro de 2001, foi assinado um protocolo entre a Rede Ferroviária Nacional e as autarquias de Valença e Monção, para a construção da primeira ecopista, no âmbito de um programa para a requalificação de vias encerradas. Este ecopista foi inaugurada em 14 de Novembro de 2004. Em 2002, foi encerrada a Linha da Póvoa, para a sua substituição pelo sistema ferroviário ligeiro do Metro do Porto e nesse ano a quadruplicação da Linha de Sintra chegou a Monte Abraão.[carece de fontes?]
Em 2004, foram concluídas as obras de modernização da Linha de Guimarães e do Ramal de Braga, e da Linha do Minho até Nine. Em 2009, o Ramal da Figueira da Foz foi encerrado pela Rede Ferroviária Nacional, por motivos de segurança, e em 21 de Abril foram reabertos o Ramal de Braga e o lanço entre Nine e Lousado da Linha do Minho, após terem sido concluídas as obras de duplicação e electrificação. Em 30 de Maio desse ano, foi estabelecida a ligação directa por via férrea entre Braga e Faro. Em 10 de Junho, entrou ao serviço o novo lanço da Linha do Sul, entre o Fogueteiro e Setúbal. Em 16 de Julho de 2005, foi electrificado o lanço da Linha da Beira Baixa entre Mouriscas e Castelo Branco, e em 13 de Dezembro desse ano foi apresentado o programa para a instalação dos comboios de alta velocidade em Portugal. Em 16 de Fevereiro de 2008, foram reabertos o Túnel e a Estação do Rossio, após a realização de obras. Em 5 de Janeiro de 2009, foi suspensa a circulação no Ramal da Figueira da Foz, por motivos de segurança, e em 25 de Março desse ano foram encerrados os lanços entre Régua e Vila Real da Linha do Corgo, e entre Livração e Amarante, na Linha do Tâmega.[carece de fontes?]
Em 27 de Março de 2010, foi inaugurado o Ramal do Porto de Aveiro.[carece de fontes?] Em 1 de Fevereiro de 2011 foram extintos os serviços Regionais no Ramal de Cáceres.
Em novembro de 2023, A CP - Comboios de Portugal anunciou a decisão de adjudicar o procedimento para a aquisição de 117 comboios, a maior compra de sempre, no valor de 819 milhões de euros, ao grupo formado pelos franceses da Alstom.

### Corredor internacional sul
Em setembro de 2019 iniciou-se a construção da linha ferroviária entre o Porto de Sines e a fronteira do Caia com Espanha. A linha que está a ser construída contará com cerca de 30 pontes e viadutos, o que torna esta obra numa das maiores realizadas no país nos últimos anos.

## Consulta recomendada

### Publicações
- Portugal ida e volta: por terras e sabores, a bordo do comboio regional. Col: Guia de Lazer Lifecooler. Lisboa: Sítios. 2011. 223 páginas. ISBN 978-989-8186-16-4
- Fotobiografia dos Caminhos de Ferro Portugueses - 150 Anos. Lisboa: Caminhos de Ferro Portugueses E. P. 2006
- Vias de Ferro - A Gestão da Infra-estrutura Ferroviária em Portugal. Lisboa: Rede Ferroviária Nacional E. P. 2006
- ABRAGÃO, Frederico de Quadros (1956). Caminhos de ferro portugueses – esboço da sua história. Lisboa: Companhia dos Caminhos de Ferro Portugueses
- ABRAGÃO, Frederico de Quadros (1956). Cem Anos de Caminho de Ferro na Literatura Portuguesa. Lisboa: Companhia dos Caminhos de Ferro Portugueses
- ALEGRIA, Maria Fernanda (1983). O desenvolvimento da rede ferroviária portuguesa e as relações com Espanha no século XIX. Coimbra: Centros de Estudos Geográficos da Universidade de Coimbra
- ALEGRIA, Maria Fernanda (1999). A questão ferroviária - Vol. 2 – Para a história do Caminho de Ferro em Portugal – O tráfego de passageiros e mercadorias. Col: Colecção Estudos Ferroviários. Volume 2. lisboa: Caminhos de Ferro Portugueses
- ANTUNES, J. A. Aranha;  et al. (2010). 1910-2010: o caminho de ferro em Portugal. Lisboa: CP-Comboios de Portugal e REFER - Rede Ferroviária Nacional. 233 páginas. ISBN 978-989-97035-0-6
- BORGES, Judith;  et al. Caminho de ferro: Gentes e memórias. [S.l.]: CTT - Correios de Portugal, S. A. - Clube do Colecionador dos Correios. 276 páginas. ISBN 978-972-8968-88-5
- BRANCO, Jorge (2006). Estações Ferroviárias Portuguesas em postais ilustrados antigos. [S.l.]: Livros Horizonte
- CALADO, Rafael Salinas; ALMEIDA, Pedro Vieira de (2001). Aspetos Azulejares na Arquitetura Ferroviária Portuguesa. Lisboa: Caminhos de Ferro Portugueses
- CARDOSO, Rui (2008). Pelas Linhas da Nostalgia - Passeios a Pé nas Vias Férreas Abandonadas. Porto: Edições Afrontamento. 236 páginas. ISBN 9723609711
- CERVEIRA, Augusto; CASTRO, Francisco Almeida e (2006). Material e tracção: os caminhos de ferro portugueses nos anos 1940-70. Col: Para a História do Caminho de Ferro em Portugal. Volume 5. Lisboa: CP-Comboios de Portugal. 270 páginas. ISBN 989-95182-0-4
- CORRÊA, António de Vasconcellos (1938). A vida da CP desde o Convénio de 1894 – Dificuldades e Soluções (conferência realizada na Sociedade de Geografia de Lisboa). Lisboa: Companhia dos Caminhos de Ferro Portugueses
- DAHLSTRÖM, Marc (1989). Vapeur Au Portugal (em francês). [S.l.]: Edição do autor. 176 páginas. ISBN 2950249930
- FONSECA, Corregedor da. No 1º Centenário das Linhas do Caminho de Ferro a norte do rio Douro – 1875-1975. Lisboa: Caminhos de Ferro Portugueses
- GARCIA, Carlos Penha (2002). O Caminhos de ferro na Filatelia. Lisboa: Associação Portuguesa dos Amigos dos Caminhos de Ferro
- LOPES, Ernâni Rodrigues (2001). De 1974 a 1986: o prelúdio às transformações do final do séc. XX. Col: Para a História do Caminho de Ferro em Portugal. Volume 3. Lisboa: Caminhos de Ferro Portugueses. 269 páginas. ISBN 972-97046-4-3
- MARISTANY, Manolo (1974). Carrilets de España y Portugal (em espanhol). Volume 2 de 2. [S.l.]: J.M. Casademont
- MARTINS, João Maria de Oliveira (1996). A Questão Ferroviária. Col: Para a História do Caminho de Ferro em Portugal. Volume 1. Lisboa: Caminhos de Ferro Portugueses. 210 páginas. ISBN 972-97046-1-9
- MENDES, António Reinaldo (2009). História do Caminho-de-Ferro: Vida de um Ferroviário. Lisboa: Plátano Editora. 190 páginas. ISBN 9789727706846
- MÓNICA, Maria Filomena;  et al. (1999). Estudos Históricos. Col: Para a História do Caminho de Ferro em Portugal. Volume 2. Lisboa: Caminhos de Ferro Portugueses. 168 páginas. ISBN 972-97046-3-5
- VILLAS-BOAS, Alfredo Vieira Peixoto de (2010) [1905]. Caminhos de Ferro Portuguezes. Lisboa e Valladollid: Livraria Clássica Editora e Editorial Maxtor. 583 páginas. ISBN 8497618556
- PEREIRA, Alfredo Marvão (2016). Os Investimentos Públicos em Portugal. Lisboa: Fundação Francisco Manuel Dos Santos. 120 páginas. ISBN 9898819758
- QUEIRÓS, Amílcar (1976). Os Primeiros Caminhos de Ferro de Portugal: As Linhas Férreas do Leste e do Norte. Coimbra: Coimbra Editora. 45 páginas
- SALGUEIRO, Ângela (2008). A Companhia Real dos Caminhos de Ferro Portugueses: 1859-1891. Lisboa: Univ. Nova de Lisboa. 145 páginas
- VASCONCELOS, António; SANTO, Jorge Zúniga;  et al. (2008). Pontes dos Rios Douro e Tejo. Lisboa: Ingenium. 129 páginas. ISBN 978-989-8149-02-2
- WALKER, John R. (2005). Broad Gauge Steam Locomotives of Portugal (em inglês). [S.l.]: Hartshead Publishing. 103 páginas. ISBN 0955174805

### Outros suportes
- STUMPF, Rolf. Caminhos de Ferro Portugueses: Line Diesel Power. Medienproduktion Rolf Stumpf, 1999. CD com gravações de discos de locomotivas portuguesas. Colecção RailMedia.